# Acton (Ontario)
Acton befindet sich im mittleren Süden Ontarios, am Black Creek, einem Nebenfluss des Credit River. Am 1. Juli 1950 wurde Acton zur Stadt erklärt. Ab dem 1. Januar 1974 wurde der Ort als Stadtteil von Halton Hills und Teil der Regional Municipality of Halton eingemeindet. Die Zahl der Einwohner belief sich 2001 auf 7.767 Menschen. Acton liegt am Ontario Provincial Highway 7, auf dem Weg zwischen Brampton und Guelph, Ontario, und wird regelmäßig durch den GO Transit Bus Service über die Linie von Georgetown (Go Transit) angefahren.

## Lederstadt
Die Stadt ist landläufig als Lederstadt bekannt, da sie eine intensive lederverarbeitende Industrie aufweist die zwischen dem 19. und 20. Jahrhundert erblühte. Während dieser Zeit war Acton die größte Gemeinde in der Region rund um Halton Hills, viel größer als das naheliegende Georgetown, welches heute mehr als das Doppelte an Einwohnern aufweist. Das Gebiet von Acton eignete sich für die Lederindustrie besonders wegen der großen Menge an Bäumen, deren Rinde Tannine enthielten und dadurch das Gerben von Leder erleichterten, die in diesem Gebiet zu finden waren.
Der Spitzname wird heute nur noch vom Olde Hide House genutzt, einem großen Lederwarenhändler in einem alten Lagerhaus und Beardmore Leather in der Altstadt. Die Stadt grenzt an Prospekt Park, eine für Hunde leinenfreie Zone und den Fairy Lake, einen von Menschenhand angelegten See, der außerhalb der Reichweite vieler Orte Actons liegt.

## Geografische Lage
Die Wasserkraft des Black Creek war ausschlaggebend für die Standortbestimmung der Stadt und die Mühle, die dort bis zum heutigen Tage in Betrieb ist, auch wenn sich grundlegende Dinge geändert haben. Acton liegt nahe der Wasserscheide zwischen dem Credit River und dem Grand River, welcher westlich des Gebietes liegt, wo der Blue Springs Creek entspringt.

## Bevölkerung
Die Stadt wurde im Juni 2005 laut CBC Radio kurz als eine „wirklich weiße Gemeinde“ dargestellt. Acton war größtenteils protestantischer Religion, bis der regionale Zusammenlegungsakt von Halton 1974 beendet war. Er erklärte die gesamte Halton Region als eigenständige Schulzone, was zur Einmaligkeit der Stadt beitrug, da sie die einzige einheimische Gemeinde war, die keine römisch-katholische Schule besaß.
Die Durchmischung der Bevölkerung wechselte in den 1990er Jahren, als Wasser- und Wirtschafts-Restriktionen nachließen, nachdem sie ca. 30 Jahre bestanden hatten. Neubaugebiete im Norden und Osten der Stadt werden ein Bevölkerungswachstum von bis zu 10.000 Personen erwarten lassen.

## Bezeichnung der Einwohner
Es ist bezeichnend, dass in älteren Büchern und Papieren, die diese Region beschreiben, nicht nur eine, sondern zwei Bezeichnungen für die Einwohner von Acton existieren. Die Bezeichnung „Actonit“ wurde genutzt um Menschen, die nach Acton zogen von den Ureinwohnern den Actoniern zu unterscheiden, die dort seit ihrer Kindheit lebten. Die erste Bezeichnung wurde jedoch zunehmend mehr genutzt, seit in den 1960er Jahren immer mehr Menschen von außen nach Acton zogen, doch die alten Einwohner erwähnen diese Bezeichnung gelegentlich noch.

## Persönlichkeiten Actons
- William Ross (1900–1992), Ruderer